# Эндокринная система

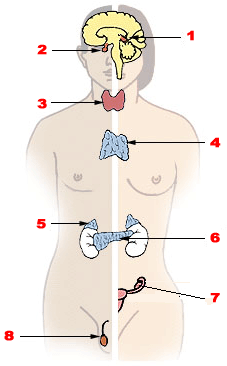
Главные железы внутренней секреции (слева — мужчина, справа — женщина): 1. Эпифиз (относят к диффузной эндокринной системе) 2. Гипофиз 3. Щитовидная железа и Паращитовидные железы 4. Тимус 5. Надпочечник 6. Поджелудочная железа 7. Яичник 8. Яичко

Эндокри́нная систе́ма — система регуляции деятельности внутренних органов посредством гормонов, выделяемых эндокринными клетками непосредственно в кровь либо диффундирующих через межклеточное пространство в соседние клетки.
Не́йроэндокри́нная (эндокринная) система координирует и регулирует деятельность практически всех органов и систем организма, обеспечивает его адаптацию к постоянно изменяющимся условиям внешней и внутренней среды, сохраняя постоянство внутренней среды, необходимое для поддержания нормальной жизнедеятельности данного индивидуума. Имеются чёткие указания на то, что осуществление перечисленных функций нейроэндокринной системы возможно только в тесном взаимодействии с иммунной системой.
Эндокринная система делится на гландулярную эндокринную систему (или гландулярный аппарат), в которой эндокринные клетки собраны вместе и формируют железу внутренней секреции, и диффузную эндокринную систему. Железа внутренней секреции производит гландулярные гормоны, к которым относятся все стероидные гормоны, гормоны щитовидной железы и многие пептидные гормоны. Диффузная эндокринная система представлена рассеянными по всему организму эндокринными клетками, продуцирующими гормоны, называемые агландулярными — (за исключением кальцитриола) пептиды. Практически в любой ткани организма имеются эндокринные клетки.

## Функции эндокринной системы
1. Принимает участие в гуморальной (химической) регуляции функций организма и координирует деятельность всех органов и систем.
2. Обеспечивает сохранение гомеостаза организма при меняющихся условиях внешней среды.
3. Совместно с нервной и иммунной системами регулирует:
  - рост;
  - развитие организма;
  - его половую дифференцировку и репродуктивную функцию;
  - принимает участие в процессах образования, использования и сохранения энергии.
4. В совокупности с нервной системой гормоны принимают участие в обеспечении:
  - эмоциональных реакций;
  - психической деятельности человека.

## Гландулярная эндокринная система
Представлена железами внутренней секреции, осуществляющими синтез, накопление и высвобождение в кровоток различных биологически активных веществ (гормонов, нейромедиаторов и других). Классические железы внутренней секреции: эпифиз, гипофиз, щитовидная, паращитовидная железы, островковый аппарат поджелудочной железы, корковое и мозговое вещество надпочечников, яички, яичники относят к гландулярной эндокринной системе. В гландулярной системе эндокринные клетки сконцентрированы в пределах одной железы. Центральная нервная система принимает участие в регуляции процесса секреции гормонов всех эндокринных желёз, а гормоны по механизму обратной связи влияют на функцию ЦНС, модулируя её активность и состояние. Нервная регуляция деятельности периферических эндокринных функций организма осуществляется не только посредством тропных гормонов гипофиза (гипофизарные и гипоталамические гормоны), но и через влияние автономной (или вегетативной) нервной системы. Кроме того, в самой центральной нервной системе секретируется определённое количество биологически активных веществ (моноаминов и пептидных гормонов), многие из которых также секретируются эндокринными клетками желудочно-кишечного тракта. Железы внутренней секреции (эндокринные железы) — органы, которые вырабатывают специфические вещества и выделяют их непосредственно в кровь или лимфу. Этими веществами являются гормоны — химические регуляторы, необходимые для жизни. Эндокринные железы могут быть как самостоятельными органами, так и производными эпителиальных (пограничных) тканей.

### Гипоталамо-гипофизарная система
Гипоталамус и гипофиз имеют секреторные клетки, при этом гипоталамус считается элементом важной «гипоталамо-гипофизарной системы».
В гипоталамусе секретируются собственно гипоталамические (вазопрессин или антидиуретический гормон, окситоцин, нейротензин) и биологически активные вещества, угнетающие или усиливающие секреторную функцию гипофиза (соматостатин, тиролиберин или тиреотропин-высвобождающий гормон, люлиберин или гонадолиберин или гонадотропин-высвобождающий гормон, кортиколиберин или кортикотропин-высвобождающий гормон и соматолиберин или соматотропин-высвобождающий гормон). Одной из важнейших желез организма является гипофиз, который осуществляет контроль над работой большинства желез внутренней секреции. Гипофиз — небольшая, весом менее одного грамма, но очень важная для жизни железа. Она расположена в углублении в основании черепа, связана с гипоталамической областью головного мозга ножкой и состоит из трёх долей — передней (железистая или аденогипофиз), средней или промежуточной (она развита меньше других) и задней (нейрогипофиз). По важности выполняемых в организме функций гипофиз можно сравнить с ролью дирижёра оркестра, который показывает, когда тот или иной инструмент должен вступать в игру. Гипоталамические гормоны (вазопрессин, окситоцин, нейротензин) по гипофизарной ножке стекают в заднюю долю гипофиза, где депонируются и откуда при необходимости выбрасываются в кровоток. Гипофизотропные гормоны гипоталамуса, высвобождаясь в портальную систему гипофиза, достигают клеток передней доли гипофиза, непосредственно влияя на их секреторную активность, угнетая или стимулируя секрецию тропных гормонов гипофиза, которые, в свою очередь, стимулируют работу периферических желёз внутренней секреции.
Передняя доля гипофиза — важнейший орган регулирования основных функций организма: именно здесь вырабатываются шесть важнейших тропных гормонов, регулирующих секреторную активность периферических эндокринных желез — тиреотропный гормон (ТТГ), адренокортикотропный гормон (АКТГ), соматотропный гормон (СТГ или гормон роста), лактотропный гормон (пролактин) и два гонадотропных гормона, регулирующих функции периферических половых желёз: фолликулостимулирующий гормон (ФСГ) и лютеинизирующий гормон (ЛГ). Тиреотропин ускоряет или замедляет работу щитовидной железы, АКТГ регулирует работу коркового вещества надпочечников, соматотропин (гормон роста) опосредованно (через соматомедины или инсулиноподобные факторы роста) контролирует процессы роста и развития костной системы, хрящей и мышц. Избыточная выработка гормона роста у взрослого человека ведёт к развитию акромегалии, которая проявляется увеличением толщины костей, разрастанием хрящевой ткани (носа, ушных раковин) и костей лицевого черепа.Гипофиз тесно связан с гипоталамусом, вместе с которым является связующим звеном между мозгом, периферической нервной системой и системой кровообращения. Связь между гипофизом и гипоталамусом осуществляется с помощью разных химических веществ, которые вырабатываются в так называемых нейросекреторных клетках.
Задняя доля гипофиза не вырабатывает собственных гормонов, её роль в организме заключается в накоплении и секреции двух важных гормонов, вырабатываемых нейросекреторными клетками ядер гипоталамуса: антидиуретического гормона (АДГ), участвующий в процессах регуляции водного баланса организма, повышая степень обратного всасывания жидкости в почках и окситоцина, который отвечает за сокращение гладких мышц и, в частности, матки во время родов.

### Щитовидная железа
Щитови́дная железа́ (лат. glandula thyr(e)oidea) — эндокринная железа у позвоночных, хранящая йод и вырабатывающая йодсодержащие гормоны (йодтиронины), участвующие в регуляции обмена веществ и росте отдельных клеток, а также организма в целом — тироксин (тетрайодтиронин, T4) и трийодтиронин (T3). Щитовидная железа, вес которой колеблется от 20 до 30 г, расположена в передней части шеи и состоит из двух долей и перешейка, расположенного на уровне ΙΙ—ΙV хряща трахеи (дыхательного горла) и соединяет между собой обе доли. На задней поверхности двух долей парами расположены четыре околощитовидные железы. Снаружи щитовидная железа покрыта мышцами шеи, расположенными ниже подъязычной кости; своим фасциальным мешком железа прочно соединена с трахеей и гортанью, поэтому она перемещается вслед за движениями этих органов. Железа состоит из фолликулов — пузырьков овальной или округлой формы, которые заполнены белковым йодсодержащим веществом типа коллоида; между пузырьками располагается рыхлая соединительная ткань. Коллоид пузырьков вырабатывается эпителием и содержит гормоны, производимые щитовидной железой — тироксин (Т4) и трийодтиронин (Т3).
Ещё один гормон, выделяемый парафолликулярными или C-клетками щитовидной железы — кальцитонин (по химической природе полипептид), регулирует в организме содержание кальция и фосфатов, а также предотвращает образование остеокластов, которые в активированном состоянии могут привести к разрушению костной ткани, и стимулирует функциональную активность и размножение остеобластов. Тем самым участвует в регуляции деятельности этих двух видов образований, именно благодаря гормону новая костная ткань образуется быстрее. Действие этого гормона прямо противоположно паратиреоидину, который вырабатывается околощитовидной железой и повышает уровень кальция в крови, усиливает его приток из костей и кишечника. С этой точки зрения действие паратиреоидина напоминает витамин D.

### Паращитовидные железы
Паращитовидная железа регулирует уровень кальция в организме в узких рамках так, чтобы нервная и двигательная системы функционировали нормально. Когда уровень кальция в крови падает ниже определённого уровня, рецепторы паращитовидной железы, чувствительные к кальцию, активируются и секретируют гормон в кровь. Паратгормон стимулирует остеокласты, чтобы те выделяли в кровь кальций из костной ткани.

### Поджелудочная железа
Поджелудочная железа — крупный (длиной 12—30 см) секреторный о́рган двойного действия (секретирует панкреатический сок в просвет двенадцатиперстной кишки и гормоны непосредственно в кровоток), расположен в верхней части брюшной полости, между селезёнкой и двенадцатиперстной кишкой.
Инкреторный отдел поджелудочной железы представлен островками Лангерганса, расположенными в хвосте поджелудочной железы. У человека островки представлены различными типами клеток, вырабатывающими несколько полипептидных гормонов:
- альфа-клетки — секретируют глюкагон (регулятор углеводного обмена, прямой антагонист инсулина);
- бета-клетки — секретируют инсулин (регулятор углеводного обмена, снижает уровень глюкозы в крови);
- дельта-клетки — секретируют соматостатин (угнетает секрецию многих желез);
- PP-клетки — секретируют панкреатический полипептид (подавляет секрецию поджелудочной железы и стимулирует секрецию желудочного сока);
- Эпсилон-клетки — секретируют грелин («гормон голода» — возбуждает аппетит).

### Надпочечники
На верхних полюсах обеих почек находятся небольшие железы пирамидальной формы — надпочечники. Они состоят из внешнего коркового слоя (80—90 % массы всей железы) и внутреннего мозгового вещества, клетки которого лежат группами и оплетены широкими венозными синусами. Гормональная активность обеих частей надпочечников разная. Кора надпочечников вырабатывает минералокортикоиды и гликокортикоиды, имеющие стероидную структуру. Минералокортикоиды (важнейший из них — альдостерон) регулируют ионный обмен в клетках и поддерживают их электролитическое равновесие; гликокортикоиды (например, кортизол) стимулируют распад белков и синтез углеводов. Мозговое вещество вырабатывает адреналин — гормон из группы катехоламина, который поддерживает тонус симпатической нервной системы. Адреналин часто называют гормоном борьбы или бегства, так как его выделение резко возрастает лишь в минуты опасности. Повышение уровня адреналина в крови влечёт за собой соответствующие физиологические изменения — учащается сердцебиение, сужаются кровеносные сосуды, напрягаются мышцы, расширяются зрачки. Ещё корковое вещество в небольших количествах вырабатывает мужские половые гормоны (андрогены). Если в организме возникают нарушения и андрогены начинают поступать в чрезвычайном количестве, у девочек усиливаются признаки противоположного пола. Кора и мозговое вещество надпочечников отличаются не только выработкой разных гормонов. Работа коры надпочечников активизируется центральной, а мозговое вещество — периферической нервной системой.

### Гонады
Созревание и половая активность человека были бы невозможными без работы гонад, или половых желёз, к которым относятся мужские яички и женские яичники. У маленьких детей половые гормоны вырабатываются в небольших количествах, но по мере взросления организма в определённый момент наступает быстрое увеличение уровня половых гормонов, и тогда мужские гормоны (андрогены) и женские гормоны (эстрогены) вызывают у человека появление вторичных половых признаков.

### Эпифиз
Функция эпифиза до конца не выяснена. Эпифиз выделяет вещества гормональной природы, серотонин, который в них же превращается в мелатонин, антигонадотропин, ослабляющий секрецию лютропина передней доли гипофиза. Наряду с антигонадотропином пинеалоциты образуют другой белковый гормон, повышающий уровень калия в крови. Из числа регуляторных пептидов наиболее важны аргинин-вазотоцин, тиролиберин, люлиберин.

### Тимус
Иммунная система, в том числе и вилочковая железа (тимус) производит большое количество гормонов, которые можно подразделить на цитокины или лимфокины и тимические (или тимусные) гормоны — тимопоэтины, регулирующие процессы роста, созревания и дифференцировки Т-клеток и функциональную активность зрелых клеток иммунной системы. К цитокинам, секретируемым иммунокомпетентными клетками, относятся: гамма-интерферон, интерлейкины (1—7 и 9—12), фактор некроза опухолей, гранулоцитарный колониестимулирующий фактор, гранулоцитомакрофагальный колониестимулирующий фактор, макрофагальный колониестимулирующий фактор, лейкемический ингибиторный фактор, онкостатин М, фактор стволовых клеток и другие. С возрастом тимус деградирует, заменяясь соединительнотканным образованием.

## Диффузная эндокринная система
В диффузной эндокринной системе эндокринные клетки не сконцентрированы, а рассеяны.
Некоторые эндокринные функции выполняют печень (секреция соматомедина, инсулиноподобных факторов роста и др.), почки (секреция эритропоэтина, медуллинов и др.), желудок (секреция гастрина), кишечник (секреция вазоактивного интестинального пептида и др.), селезёнка (секреция спленинов) и др. Эндокринные клетки содержатся во всём организме человека.
Выделено и описано более 30 гормонов, которые секретируются в кровяное русло клетками или скоплениями клеток, расположенными в тканях желудочно-кишечного тракта. Эндокринные клетки желудочно-кишечного тракта синтезируют гастрин, гастринсвязывающий пептид, секретин, холецистокинин, соматостатин, вазоактивный интестинальный полипептид (ВИП), вещество P, мотилин, галанин, пептиды гена глюкагона (глицентин, оксинтомодулин, глюкагоноподобный пептид 1 и 2), нейротензин, нейромедин N, пептид YY, панкреатический полипептид, нейропептид Y, хромогранины (хромогранин A и относящиеся к нему пептид GAWK и секретогранин II).

## Регуляция эндокринной системы
- Эндокринный контроль можно рассматривать как цепь регуляторных эффектов, в которой результат действия гормона прямо или косвенно влияет на элемент, определяющий содержание доступного гормона.
- Взаимодействие происходит, как правило, по принципу отрицательной обратной связи: при воздействии гормона на клетки-мишени их ответ, влияя на источник секреции гормона, вызывает подавление секреции.
  - Положительная обратная связь, при которой секреция усиливается, встречается крайне редко.
- Эндокринная система также регулируется посредством нервной и иммунной систем.

## Эндокринные заболевания
Эндокринные заболевания — это класс заболеваний, которые возникают в результате расстройства одной или нескольких эндокринных желёз. В основе эндокринных заболеваний лежат гиперфункция, гипофункция или дисфункция желёз внутренней секреции.

### Апудомы
Апудо́мы — опухоли, исходящие из клеточных элементов, расположенных в различных органах и тканях (преимущественно островковые (инкреторные) клетки поджелудочной железы, клетки других отделов ЖКТ, С-клетки щитовидной железы), продуцирующих полипептидные гормоны. В настоящее время описаны следующие виды апудом:
- ВИПома;
- Гастринома;
- Глюкагонома;
- Карциноид;
- Нейротензинома;
- ППома;
- Соматостатинома

#### Синдром Випома
ВИПо́ма (синдром Вернера-Моррисона, панкреатическая холера, синдром водной диареи-гипокалиемии-ахлоргидрии) — характеризуется наличием водной диареи и гипокалиемии в результате гиперплазии островковых клеток или опухоли, часто злокачественной, исходящей из островковых клеток поджелудочной железы (чаще тела и хвоста), которые секретируют вазоактивный интестинальный полипептид (ВИП). В редких случаях ВИПома может приходиться на ганглионейробластомы, которые локализуются в ретроперитонеальном пространстве, лёгких, печени, тонкой кишке и надпочечниках, встречаются в детском возрасте и, как правило, доброкачественные. Размер панкреатических ВИПом 1…6 см. В 60 % случаев злокачественных новообразований на момент диагностики имеются метастазы. Заболеваемость ВИПомой очень мала (1 случай в год на 10 млн человек) или 2 % от всех эндокринных опухолей желудочно-кишечного тракта. В половине случаев опухоль злокачественная. Прогноз чаще неблагоприятный.

#### Гастринома
При гиперплазии G-клеток образуется гастрино́ма — доброкачественная или злокачественная опухоль, локализующаяся в поджелудочной железе, двенадцатиперстной или тощей кишке, или даже в перипанкреатических лимфатических узлах, в воротах селезёнки или стенке желудка. Эта опухоль вырабатывает большее количество гастрина, возникает гипергастринимия, которая, через механизм стимуляции париетальных клеток, является причиной чрезмерной продукции соляной кислоты и пепсина. В нормальной ситуации G-клетки под воздействием соляной кислоты тормозят выработку гастрина, но на G-клетки гастрино́м фактор кислотности не влияет. В результате развиваются множественные пептические язвы желудка, двенадцатиперстной или тощей кишки. Секреция гастрина гастриномами особенно резко усиливается после приёма пищи.
Клиническое проявление гипергастринимии — синдром Золлингера — Эллисона (1-го типа).

#### Глюкагонома
Глюкагоно́ма — опухоль, чаще злокачественная, исходящая из альфа-клеток панкреатических островков. Характеризуется мигрирующим эрозивным дерматозом, ангулярным апапахейлитом, стоматитом, глосситом, гипергликемией, нормохромной анемией. Растёт медленно, метастазирует в печень. Встречается 1 случай на 20 млн в возрасте от 48 до 70 лет, чаще у женщин.
Карциноид — злокачественная опухоль, обычно возникающая в желудочно-кишечном тракте, которая вырабатывает несколько веществ, обладающих гормоноподобным действием

#### ППома
ППо́ма — опухоль поджелудочной железы, секретирующая панкреатический полипептид (ПП). Клинические проявления практически отсутствуют. Чаще диагностируется после метастазирования в печень. Лечение: оперативное, химиотерапия и симптоматическое. Прогноз зависит от срока начала лечения.

#### Соматостатинома
Сома́тостатино́ма — злокачественная медленно растущая опухоль, характеризуется повышением уровня соматостатина. Это редкое заболевание, встречается у лиц старше 45 лет — 1 случай на 40 млн.
Различают:
- соматостатиному из дельта-клеток поджелудочной железы и
- апудому, секретирующую соматостатин — опухоль двенадцатиперстной кишки.

Диагноз на основании клиники и повышения уровня соматостатина в крови. Лечение оперативное, химиотерапия и симптоматическое. Прогноз зависит от своевременности лечения.